# Mathieu Triclot
« Triclot » redirige ici. Pour l’article homophone, voir Trichlo.
 (juin 2023).
Si vous disposez d'ouvrages ou d'articles de référence ou si vous connaissez des sites web de qualité traitant du thème abordé ici, merci de compléter l'article en donnant les références utiles à sa vérifiabilité et en les liant à la section « Notes et références ».
Mathieu Triclot, né le 17 septembre 1976, est un philosophe français, spécialisé dans l'épistémologie et l'histoire des sciences et des techniques. Après des recherches sur la cybernétique, il développe sa réflexion sur les jeux vidéo, avec la parution de son livre Philosophie des jeux vidéo.
Il soutient sa thèse en histoire des sciences en 2006. Ancien enseignant de l'université Jean-Moulin - Lyon III, il est aujourd'hui maître de conférences et professeur d'art, philosophique, techniques et marchandise à l'université de technologie de Belfort-Montbéliard. Il est aussi le cofondateur et le président des Sociochaux, une association de supporters du FC Sochaux-Montbéliard créé en 2018, notamment connu pour leur rôle dans le sauvetage du club en 2023,.
Son approche des jeux vidéo doit beaucoup à Roger Caillois et Jacques Henriot. Contre une étude des jeux se centrant essentiellement sur le seul examen objectif de leur logique interne à partir de la notion de game, Triclot insiste sur la notion de play, qui désigne selon lui l'expérience subjective du joueur irréductible aux règles. Sans pour autant proposer une phénoménologie du jeu vidéo, Triclot suggère d'analyser les jeux vidéo en tant qu'ils s'inscrivent dans des régimes d'expérience matériellement différents. Ainsi, les salles d'arcade, les universités, le salon familial, le bureau ou encore le téléphone portable désignent autant de contextes qui doivent être étudiés dans leurs spécificités. Par ailleurs, suivant Caillois et sa classification des jeux (d'une part entre ludus et paideia, et d'autre part entre agon, alea, mimicry, illynx), Triclot montre que certains jeux vidéo inaugurent de nouvelles combinaisons que Caillois jugeait même impossibles.